# Rudawka (obwód miński)
Rudawka (biał. Рудаўка, Rudauka; ros. Рудавка, Rudawka) – wieś na Białorusi, w obwodzie mińskim, w rejonie nieświeskim, w sielsowiecie Nieśwież, przy drodze republikańskiej R11. Od południa graniczy z Nieświeżem.

## Historia
W Rzeczypospolitej Obojga Narodów znajdowała się w województwie nowogródzkim, w powiecie nowogródzkim. Ok. 1589 kasztelan trocki Mikołaj Krzysztof Radziwiłł „Sierotka” wraz z kilkoma innymi wsiami nadał Rudawkę kolegium jezuitów w Nieświeżu. W 1762 szlachta i wojska ordynackie uroczyście witały tu Karola Stanisława Radziwiłła „Panie Kochanku”, który po śmierci ojca odbywał ceremonialny wjazd w celu objęcia ordynacji nieświeskiej. Po kasacie jezuitów w 1775 wieś prawdopodobnie powróciła chwilowo do Radziwiłłów. Odpadła od Polski w 1793 w wyniku II rozbioru.
W XIX i w początkach XX w. wieś i majątek ziemski położone w Rosji, w guberni mińskiej, w powiecie nowogródzkim, w gminie Horodziej. Należała wówczas do Korbutów. Znajdowała się tu filialna kaplica katolicka parafii w Iszkołdzi, w 1888 już nieistniejąca.
W dwudziestoleciu międzywojennym wieś i folwark leżące w Polsce, w województwie nowogródzkim, w powiecie nieświeskim, w gminie Horodziej. W 1921 wieś liczyła 374 mieszkańców, zamieszkałych w 77 budynkach, w tym 371 Polaków i 3 Białorusinów. 334 mieszkańców było wyznania rzymskokatolickiego i 40 prawosławnego. Folwark liczył zaś 35 mieszkańców, zamieszkałych w 6 budynkach, w tym 32 Polaków i 3 osoby innej narodowości. 29 mieszkańców było wyznania rzymskokatolickiego i 6 prawosławnego.
Po II wojnie światowej w granicach Związku Sowieckiego. Od 1991 w niepodległej Białorusi.

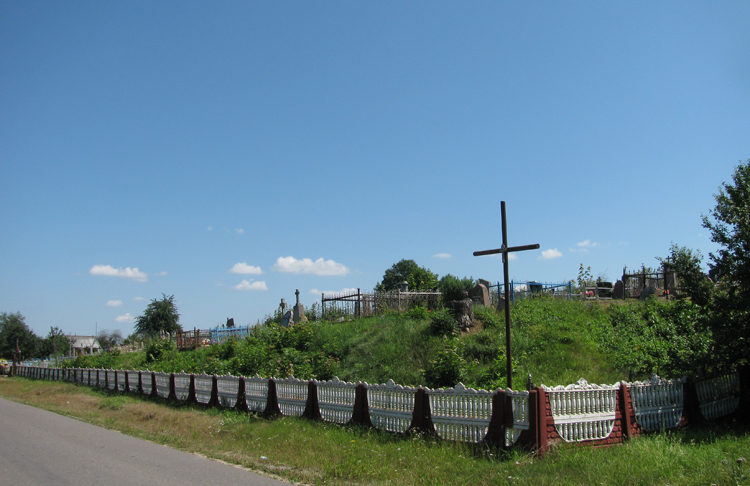
cmentarz w Rudawce
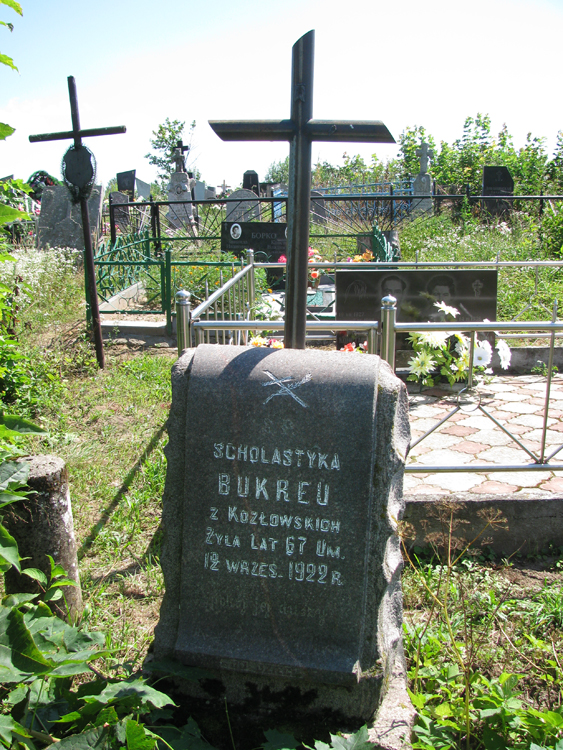
cmentarz w Rudawce